# Halle United Rangers
Die Halle United Rangers waren ein Baseballverein aus Halle (Westf.). Die Mannschaft spielte zwei Jahre in der Baseball-Bundesliga.

## Geschichte
Der Verein wurde im Jahre 1985 gegründet und trug eines der ersten Spiele bei den Hannover Regents aus und verlor mit 7:21. Zur Saison 1990 wurden die United Rangers in die Bundesliga aufgenommen. Obwohl die Mannschaft alle zehn Saisonspiele verlor, blieben die Haller erstklassig, da die Bundesliga von zwölf auf 14 Mannschaften aufgestockt wurde. In der folgenden Saison 1991 wurden die United Rangers mit zwei Siegen und zehn Niederlagen erneut Letzter, mussten dieses Mal aber absteigen, weil die Liga verkleinert wurde. 1996 stiegen die United Rangers aus der 2. Bundesliga ab, als die Mannschaft in der Relegation den Essen Goose Necks unterlag. Später traten die United Rangers noch als Halle Stars an, ehe der Verein im Jahre 2007 Insolvenz anmelden musste und aufgelöst wurde. Gespielt wurde am Schulzentrum Masch. Der Fangzaun wurde erst im Jahre 2015 entfernt, da das Spielfeld einer Flüchtlingsunterkunft weichen musste.